# 밴코틀랜드 파크-242번가역
밴코틀랜드 파크-242번가(Van Cortlandt Park–242nd Street)역은 뉴욕 지하철 IRT 브로드웨이-7번로선의 북쪽 시·종착역이다. 브롱크스의 242번가와 브로드웨이(미국 9번 국도)의 교차로에 위치해 있으며, 전시간 1 열차가 운행한다. 동쪽으로는 밴코틀랜드 공원, 맨해튼 칼리지, 서쪽으로는 필드스턴과 리버데일의 부유촌과 함께 지하철 240번가 차량사업소와 인접해 있다.
이 건물은 지하철 건축가 하인스 & 라파르주가 설계한 것으로 지어졌다. 오늘날 이 역은 뉴욕 지하철에서 유일하게 남은 빅토리아 시대 고딕 양식의 고가 터미널 역이다. 2005년, 미국 국립사적지에 등재되었다.

## 역 구조
역에는 세 가지 요소가 있으며, 각각 승강장, 북쪽 끝의 선로에 수직으로 배치된 관제소, 남쪽 끝 승강장에 걸쳐 있는 역무원 숙소 건물이다. 북동쪽 모퉁이에서 고가도로가 브로드웨이의 교통로를 가로지르고 있다. 두 개의 계단은 끝에서 양방향으로 내려가며, 통제실 서쪽에서 인도로 내려오는 두 개의 계단과 일치한다.
역 바로 남쪽에서, 노선은 3개의 선로로 넓어지는데, 이것은 디크먼 스트리트역 바로 직전까지의 구성이다.

### 위치
역은 서쪽 거리에서 29 피트 (8.8 m) 위에 위치해 있으며, 웨스트 242번가가 교차하는 곳 양쪽에 주차장이 있다. 해당쪽에는 남서쪽 모퉁이에 있는 큰 주차장을 포함한 상업용 건물들이 있고, 동쪽에는 밴코틀랜드 공원의 트랙, 축구장, 테니스 코트, 수영장, 그리고 기타 운동 시설들이 있다. 또한 북동쪽으로 가까운 공원에는 국립역사기념물인 밴코틀랜드 하우스 박물관(Van Cortlandt House Museum)이 있다. 240번가 차량사업소는 주차장 너머 남서쪽에 위치하며, 역에서 서쪽으로 몇 블록 떨어진 맨해튼 대학 캠퍼스 옆에 있다.

### 승강장

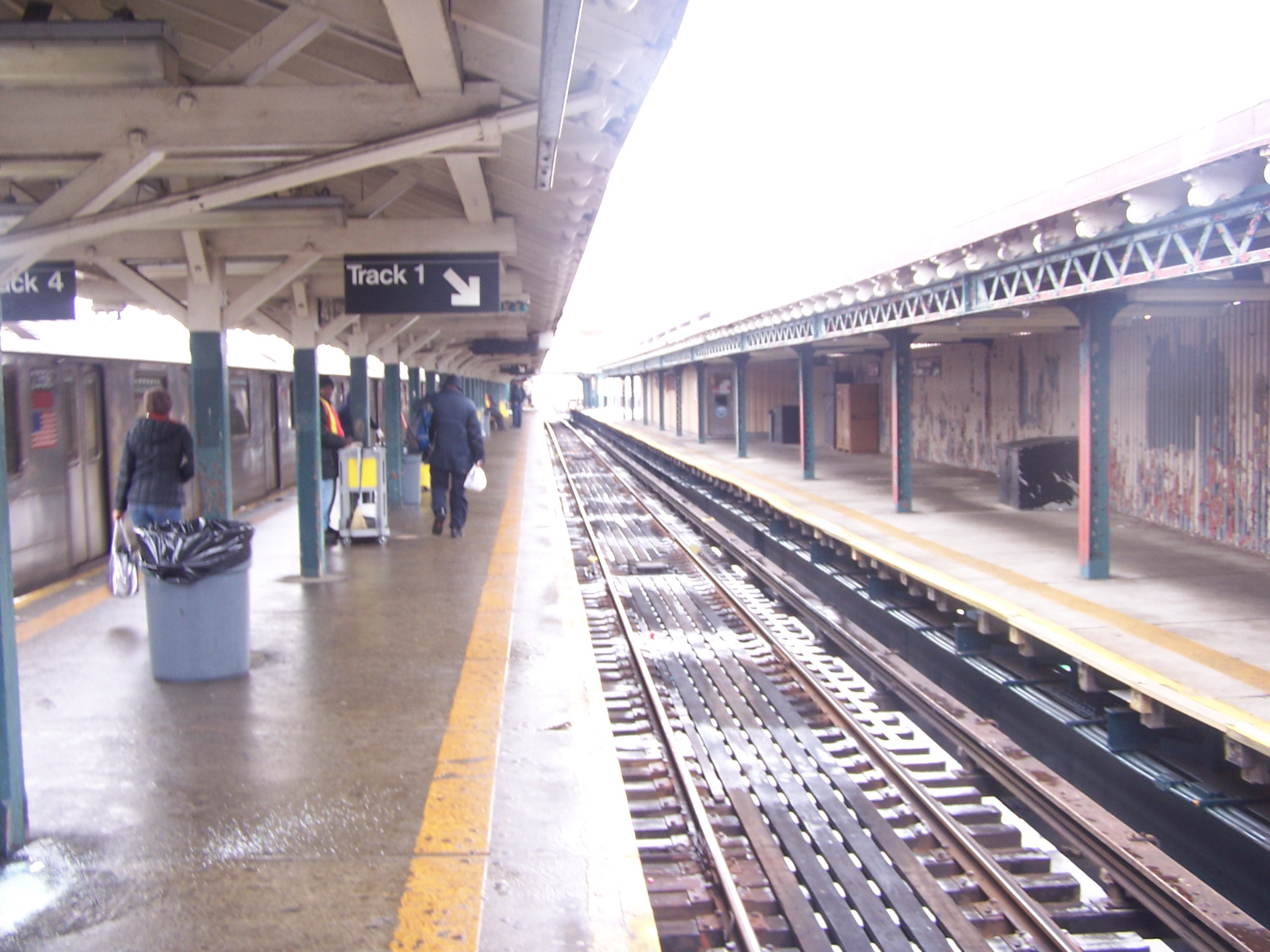
1번 트랙, 왼쪽에 섬식 승강장, 오른쪽에 상대식 승강장이 있다.

섬식 승강장 1개와 상대식 승강장 2개가 있다. 이 역은 예전에는 상대식 승강장을 이용하는 승객과 섬식 승강장을 이용하는 탑승객들로 구성된 스페인식 승강장으로 설치되었다. 지금은 중앙 섬식 승강장만 일반인에게 개븡되어 열차에서 하차할 수 있다. 콘크리트 바닥과 측면 승강장의 트러스 강철 T 프레임과 중앙의 목재로 지지되는 standing-seam metal으로 덮인 목재 지붕으로 보호되어 있다. 처마끝에는 둥근 서까래 꼬리가 돌출되어 있다. 최남단의 열린 부분을 제외한 측면에는 금속 앞유리가 추가됐다.
캐노피 아래에는 현대식 형광등이 있다. 동쪽 승강장에는 철제 난간이 구부러진 지지대에 접시모양 하향등과 함께 기존 조명을 지원하고 있다. 남쪽 끝에는 지하철 내 어디에나 남아 있는 유일한 소용돌이무늬 역명판이 있다. 서쪽 승강장에는 원래의 난간과 현대적인 조명이 있다.

### 관제소

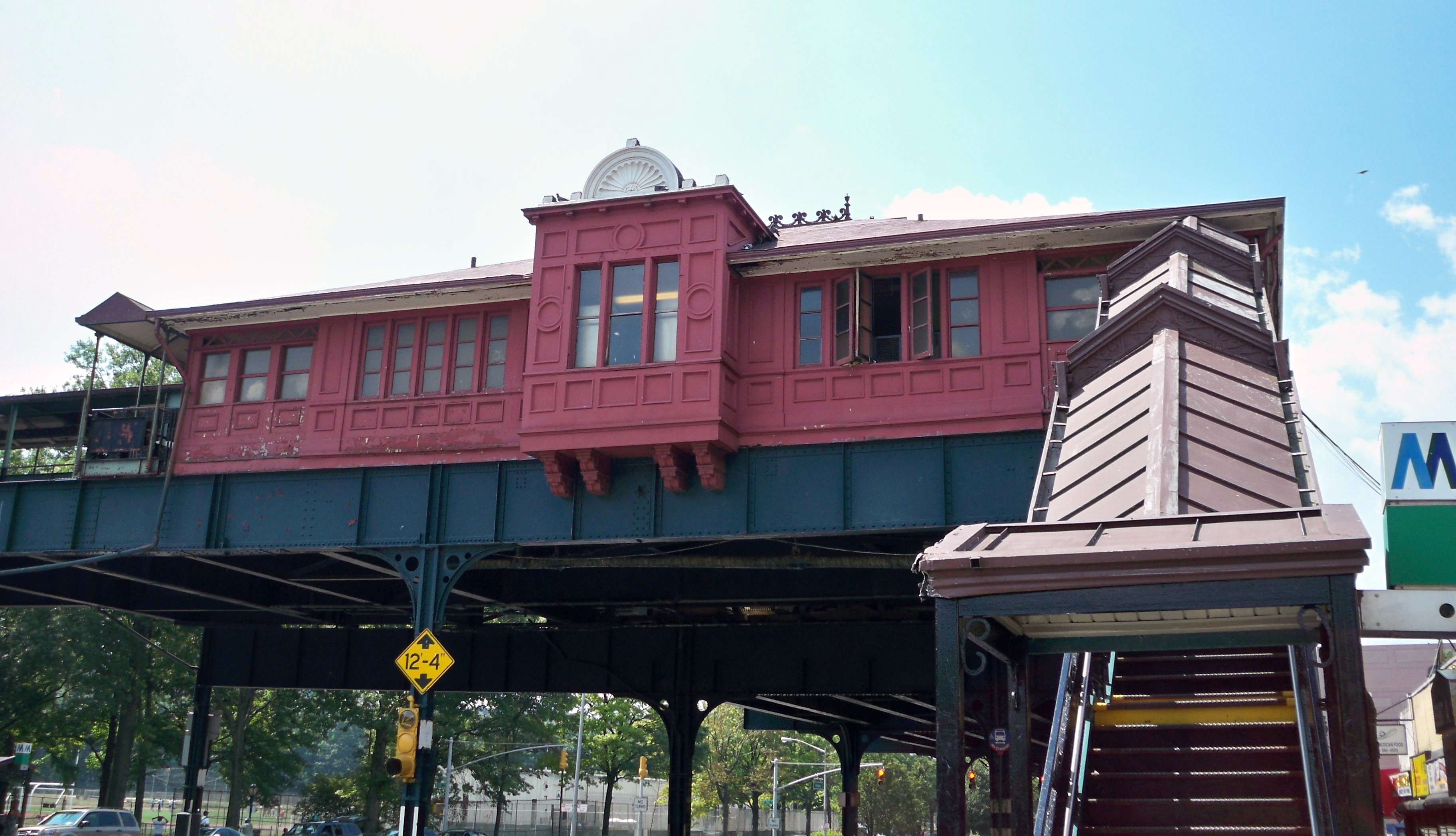
관제소

관제소는 역의 주요 건축적 특징이다. 구리로 덮힌 목재 프레임 외부는 수직의 배튼 솔기 패턴으로 칠해져 있다. 판재로 덮인 낮은 모임 지붕으로 덮여 있고 동쪽과 서쪽의 두 개의 환기 지붕창으로 뚫어져 있다. 끝에 플뢰르 드 리스 패턴 그룹이 있다.
북쪽 외벽 부분에서는 좁은 여닫이창이 아래에 움푹 들어간 패널에 반향되어 있다. 중심의 돌출된창의 양쪽에 있는 섹션에 있는 5개 그룹의 옆면은 blind openings으로 되어있다. 돌출창은 코벨 브래킷으로 받쳐져 있고 지붕 선에 처마 위에 박공이 부채꼴로 장식되어 있다. 세부분으로 돤 좁은 창은 옆면 및 위쪽에 삽입된 오목한 패널로 둘러싸여 있다.
양쪽에는 목제 데크가 있는 철제 프레임 난간이 있다. 이 난간은 서쪽 계단과 고가도로를 제어실과 연결한다. 계단은 구조용 강철과 장식용 주철을 결합한 것이다. 지지대는 보강된 강철 토스카나식 기둥이다. 계단 위로 박스형 형광등이 있는 도금형 입석심 금속 캐노피는 약간의 세로홈과 주두가 있는 좁은 지지대 위에 놓여있다. 거리층에는 돌출된 창 및 비슷한 기하학적 무늬로 장식된 관제대와 연결된 지지 기둥과 박공이 달린 입구가 있다. C자형 브래킷은 현재 도색되어 있는 기존의 표지를 지지한다.

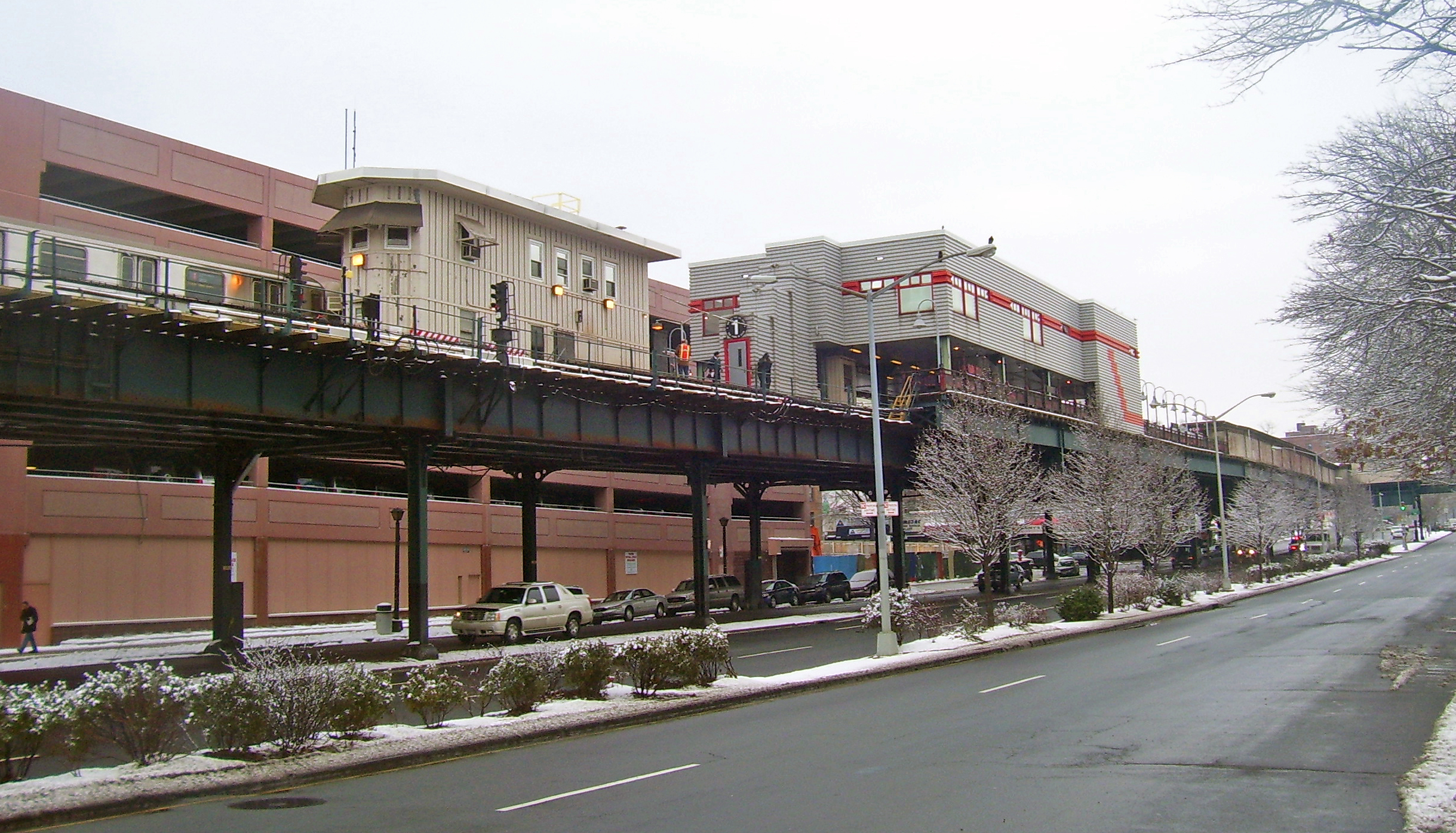
구형 신호 건물 및 승무원 숙소

철골 고가도로는 건축적으로 동정적인 추가물이다. 난간은 승강장에서 볼 수 있는 원래 난간의 더 절제된 버전이다. 그것은 나무 판자에 바닥을 깔고 서 있는 심으로 덮인 슬랫으로 지붕을 덮는다. 그것의 서쪽 끝에는 통제실로 통하는 덮개가 있는 베란다가 있다.
강철 프레임의 육교는 건축학적으로 호의적인 추가 사항이다. 난간은 승강장의 원래 난간보다 절제된 버전이다. 바닥은 나무 판자로 되어 있고 지붕은 standing-seam metal으로 덮여 있다. 서쪽 끝에는 통제실로 통하는 덮개 있는 베란다가 있다.
내부에는 통제실이 나무 판자에 깔려 있다. 벽은 단단하고 은촉붙임으로 섞인 나무 판자로 마감되었다. 높은 리벳의 강철 아치가 천장을 지지하고 있다. 주요 대기 구역에는 틈새마다 기존의 배불뚝이 난로를 대체한 현대적인 난로가 있다. 현대적인 강철 및 유리 토큰 부스와 개찰구 뱅크가 있으며, 메트로카드 자동발매기도 있다. 기존 화장실은 다용도실과 창고로 개조되었다.

### 역무원 숙소
역무원 숙소 건물은 승강장 남쪽 끝에 있다. 이 건물은 평평한 지붕의 골판지 금속으로된 단층 건물로, 그 끝의 선로와 승강장 위로 솟아 있다. 측면은 클립보드 모양과 회색으로 칠해져 있다. 창문의 꼭대기에 해당하는 벨트 코스는 브로드웨이-7번로 선 색상인 빨간색으로 양면 높은 위치에 칠해져 있으며, 북쪽 끝의 선로를 향해 내려가는 같은 색상의 블록들로 증축되어 있다.
남쪽 끝에는 건물에서 연속적으로 튀어나온 공간을 통해 선로층으로 내려간다. 이 남쪽에는 금속으로 된 오래된 신호소가 있다. 승무원 숙소도 중앙 승강장에서 들어갈 수 있다. 내부는 직원 관련 기능에 맡겨져 일반인에게 공개되지 않는다.

### 출구

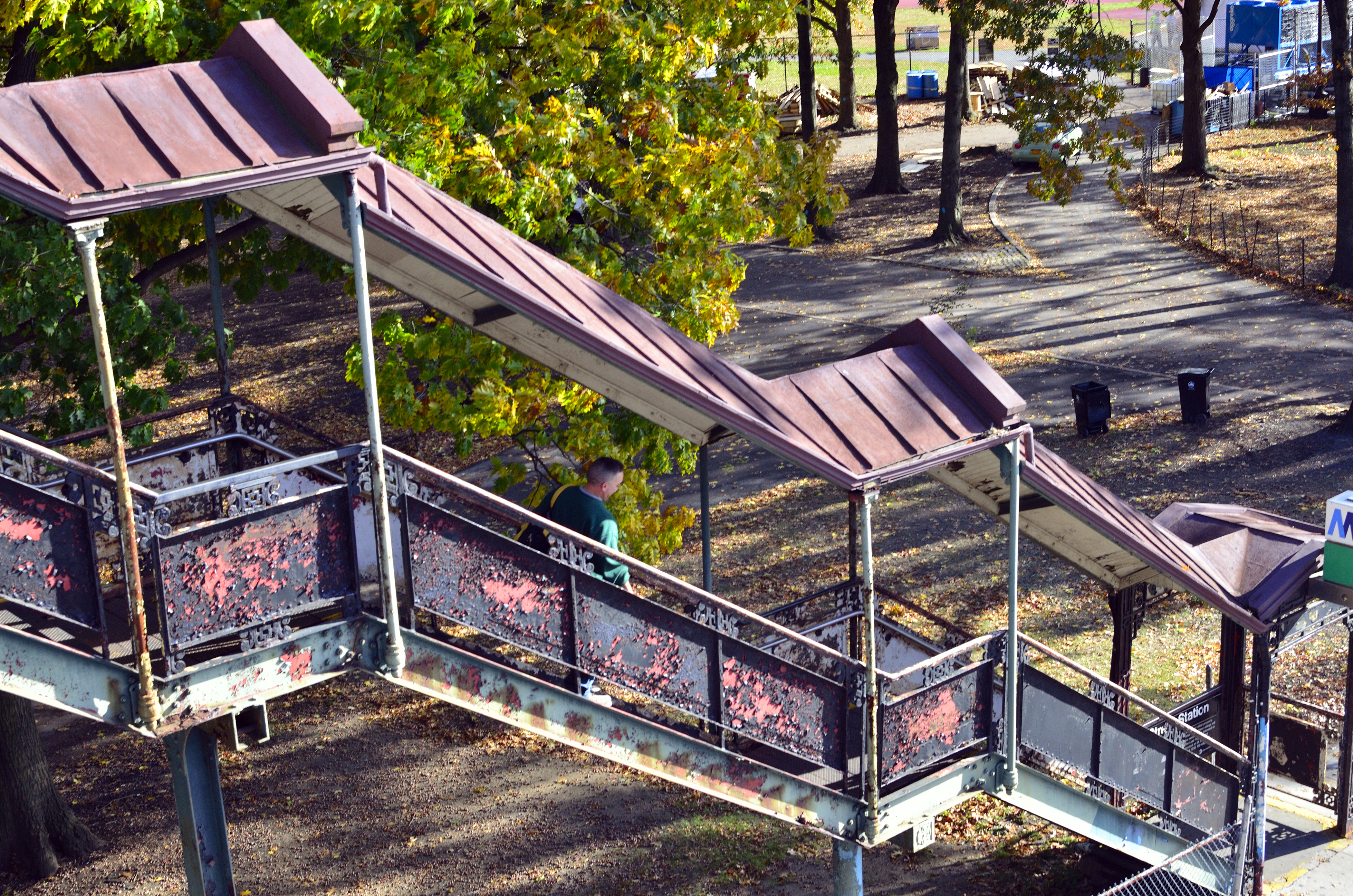
역계단

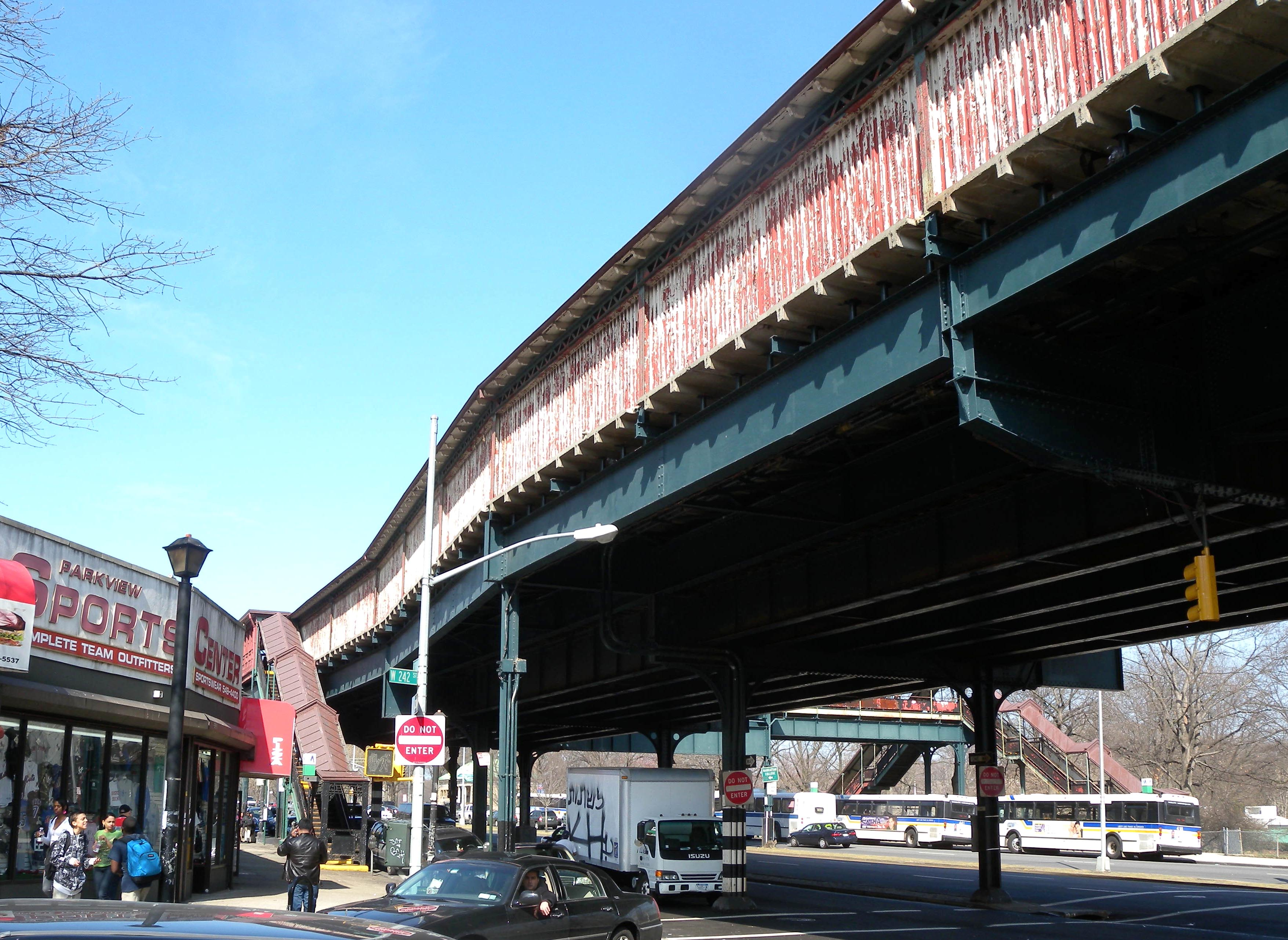
역의 서쪽, 흰색 윈드스크린이 있고 역 출구가 배경에 보인다.

역의 북쪽 끝, 과거 운임 구역을 거쳐 브로드웨이로 내려가는 계단이 4개가 있다. 두 개는 브로드웨이 서쪽으로, 두 개는 동쪽으로 이어진다. 이 출구는 역의 유일한 출구이다.

## 주해
1. ↑  Used on platform signs and most R62A destination rollsigns